# Narodni glas čovječnosti, pravice i slobode
Narodni glas čovječnosti, pravice i slobode, bio je hrvatski tjednik. Izašao je samo jedan broj, 20. listopada 1945. godine, u Zagrebu.

## Povijest
Narodni glas čovječnosti, pravice i slobode tiskan je u Zagrebu 20. listopada 1945. godine, glavni urednik bio mu je Ivan Bernardić, Marija Radić bila je nakladnica, a suradnici su također bili inž. Branimir Radić ↓1 i Božidar Sinković kao korektor. Bio je uz ilegalne letke, jedini izvor informacija koji nije bio pod nadzorom režima nakon rata u Hrvatskoj. Marija Radić napisala je uvodnik Naš prvi broj. Tiskan u 50.000 primjeraka Narodni glas čovječnosti, pravice i slobode odmah je bio rasprodan te je potom tiskano još 50.000 primjeraka, no tadašnje komunističke vlasti već su 23. listopada odredile privremenu zabranu raspačavanja i ocijenjeno je kako je "sadržaj prvoga broja u suprotnosti s nacionalnim i državnim interesima, jer je, kako je kazano, Narodni glas harangirao protiv stečevina NOB-a, širio laži i klevete, izazivao nacionalnu mržnju i propagirao rad neprijatelja". U raspravi kod javnog tužitelja, koja se održala 24. listopada u Okružnome narodnom sudu za grad Zagreb, i kojoj su u ime lista nazočili nakladnica Marija udova Radić i glavni urednik Ivan Bernardić, sporna su bila i dva članka u kojima je bilo riječ o nepravednoj zamjeni novca, kojom se oštećivala Hrvatska te o sudbini dra Vladka Mačeka, kojega se, kako se u članku tvrdilo, unatoč njegovoj nedužnosti napadalo. Zabrana raspačavanja nije obeshrabrila pokretače lista te su počeli raditi na drugome broju koji je već bio spreman za tiskanje ali nikada nije bio tiskan.
Takav vid cenzuriranja, korištenjem radnika tiskare u odbijanju tiskanja, bio je, "koliko se zna, prvi slučaj primjene takve metode cenzure nakon 8. svibnja 1945., koja je zatim često korištena, čak i planirana ↓2."
Tjednik Narodni glas čovječnosti, pravice i slobode nikada nije službeno zabranjen, no daljnje izlaženje bilo mu je onemogućeno.

## Urednik
- Ivan Bernardić (1945.)

## Suradnici
- Marija Radić, Ivan Bernardić, R., ↓3 Branimir Radić i Božidar Sinković.

## Poveznice
- Hrvatska novinska izdanja